# Steve Jolliffe
Steve Jolliffe (nacido el 28 de abril de 1949) es un músico inglés.
Después de conocer a Rick Davies (Supertramp) a finales de la década de 1960, Jolliffe tocó con él en una banda llamada The Joint.  : 3 Dejó el Joint para estudiar música en el Konservatorium de Berlín. Allí conoció a Edgar Froese y tocó con una de las primeras encarnaciones de Tangerine Dream. Posteriormente se unió a la banda Steamhammer, un grupo de blues-rock que experimentó un éxito moderado a principios de la década de 1970, realizó numerosas giras y tocó en su álbum "Steamhammer II", además de coescribir el sencillo "Autumn Song" que encabezó las listas francesas.  Después de dejar la banda, Jolliffe compuso la música para el documental Tattoo de John Samson de 1973. 
Jolliffe se reincorporó a Tangerine Dream a finales de la década de 1970 y grabó el álbum Cyclone con la banda en 1978  : 61  Luego lanzó un álbum en solitario titulado Earth en 1978. Después de esto, Jolliffe lanzó álbumes en solitario a razón de aproximadamente uno por año, incluidos The Bruton Suite,  Journeys Out Of The Body, Alien y Zanzi. 
Jolliffe es un multiinstrumentista que toca, entre otros, el teclado, la  flauta y el flautín. 